# Claudio Marticorena
Claudio Marticorena – kubański bokser, brązowy medalista Igrzysk Ameryki Środkowej i Karaibów z roku 1935.